# Же, Рено
Рено Же (фр. Renaud Jay; род. 12 августа 1991 года, Мутье) — французский лыжник, призёр чемпионата мира 2023 года в командном спринте, участник Олимпийских игр 2014 и 2022 годов. Специалист спринтерских гонок. Двоюродный брат олимпийского чемпиона по биатлону Венсана Же.
В Кубке мира Же дебютировал 3 декабря 2011 года, в январе 2012 года впервые попал в десятку лучших на этапе Кубка мира, в командном спринте. 12 января 2020 года и 22 января 2023 года дважды побеждал на этапах Кубка мира в командном спринте. Лучшим достижением Же в общем итоговом зачёте Кубка мира является 42-е место в сезоне 2019/20.
На Олимпийских играх 2014 года в Сочи занял 14-е место в спринте. На Олимпийских играх 2022 года занял 27-е место в спринте.
За свою карьеру участвовал в 4 чемпионатах мира (2017, 2019, 2021, 2023). Бронзовый призёр чемпионата мира 2023 года в командном спринте (вместе с Ришаром Жувом). На юниорских и молодёжных чемпионатах мира неоднократно попадал в десятку лучших.
Использует лыжи и ботинки производства фирмы Salomon.